# Chapelle Notre-Dame-de-la-Levée (Villers-les-Pots)
La chapelle Notre-Dame-de-la-Levée ou chapelle de la Levée est un lieu de culte catholique érigé au XVIe siècle, à l'initiative de Jehan Vatel, prêtre, au lieu-dit « La Chapelle », à Villers-les-Pots, dans l'actuel département de la Côte-d'Or. Elle sert d'accueil pour les pèlerins et de chapelle. Elle est, depuis 1867, la propriété de la commune d'Auxonne, et, depuis 1932, un monument historique classé.

## Localisation
La chapelle se situe dans un lieu-dit de Villers-les-Pots La Chapelle, à proximité du tripoint des communes d'Auxonne, Tillenay et Villers-les-Pots, le long de la route de Dijon, jadis fréquentée par des marchands italiens, venus par le col du Grand-Saint-Bernard et Pontarlier.

## Histoire
À l'emplacement de la chapelle actuelle, une « Maison-Dieu » du diocèse de Chalon, placée sous le vocable de Notre-Dame, est érigée en 1244, selon la volonté testamentaire de Perron de Saint-Seine, chevalier, seigneur de Villers. 
Elle est reconstruite vers 1295, à l'initiative de Jehan d'Auxonne, recteur de l'église de Wimbledon, dépendante du diocèse de Winchester.
Détruit par les Grandes Compagnies au début du XVe siècle, l'édifice est reconstruit et consacré par Hugues d'Orges, évêque de Chalon, en 1429, avant de subir un sort tout aussi funeste.
Jehan Vatel, prêtre, fait reconstruire la chapelle en 1520, c'est l'édifice actuel ; il en est le chapelain, selon une inscription gravée sur un contrefort Est. 
Associée à une fontaine miraculeuse, elle devient un lieu de pèlerinage fréquenté, notamment lors des épidémies de Peste, et un asile pour les pèlerins, marchands et voyageurs en route pour l'Italie.
Napoléon Bonaparte, affecté au régiment de la Fère à l'École Royale d'artillerie d'Auxonne, de 1788 à 1791, y vient à plusieurs reprises.  
L'édifice, vendu comme bien national, à un particulier, est transformé en bâtiment de ferme, est racheté par la commune d'Auxonne, en 1867, par bonapartisme.   
Après plusieurs ajournements des travaux de restauration, la chapelle est classée au titre des monuments historiques, en janvier 1932, grâce à l'intervention du Général de Cointet, également à l'origine d'une souscription, à Paris, qui permet, augmentée par une subvention de l'État, la réalisation des travaux de restauration, achevés en 1936.

## Architecture
La chapelle est constituée de deux corps de bâtiment construits en brique ; les deux édifices n'ont pas la même hauteur mais ont la même largeur. La partie la plus basse présente une charpente apparente ; elle fait office d'hôtellerie et de vestibule, et donne sur la partie la plus haute, qui est la chapelle proprement dite et comporte une voûte d'ogives, avec une abside polygonale, et des contreforts. L'encadrement des ouvertures, de style gothique, est en pierre de taille. 
Elle est un des rares exemplaires de « Maison-Dieu » encore existante.

## Personnalités liées à la chapelle
- Perron de Saint-Seine, sire de Villers, fondateur posthume de la Maison-Dieu Notre-Dame ;
- Jehan d'Auxonne, recteur de l'église de Wimbledon, à l'origine de la reconstruction de 1295 ;
- Hugues d'Orges, évêque de Chalon, consacre l'édifice de 1429 ;
- Jehan Vate, prêtre, à l'origine de la reconstruction de 1520 et premier chapelain ;
- Napoléon Bonaparte, officier d'artillerie, venu en ce lieu, à maintes reprises, entre 1788 et 1791 ;
- Léon Edmond de Cointet de Fillain, général de brigade, à l'origine du classement du lieu, en 1932, et de sa restauration, en 1936.